# Liste des maires de Cadix
Le maire de Cadix (alcalde en espagnol) est la personne chargée de présider la municipalité (ayuntamiento) de la ville de Cadix. Actuellement c'est José María González Santos qui exerce la charge.

## Liste
- Fermín Salvochea 22/03/1873 - 1873
- Eduardo Genovés Puig
- Miguel de Aguirre y Corveto 3/7/1899 - 21/12/1901
- Nicomedes Herrero y López 31/12/1901 - 3/1/1903
- Enrique Díaz Rocafull 3/1/1903 - 24/2/1905
- José Luis Gómez y de Aramburu 24/2/1905 - 20/2/1907
- Cayetano del Toro y Quartiellers 20/2/1907 - 17/11/1909
- Francisco Díaz García 9/9/1911 - 1912
- Ramón Rivas y Valladares 1912 - 31/12/1915
- Sebastián Martínez de Pinillos y Tourne 31/12/1915 - 4/7/1917
- Manuel García Noguerol 4/7/1917 - 1/12/1917
- Francisco Clotet y Miranda 1/12/1917 - 9/4/1920
- Manuel García Noguerol 9/4/1920 - 21/4/1920
- Arturo Gallego y Martínez 21/4/1920 - 20/12/1922
- Francisco Clotet y Miranda20/12/1922 - 5/10/1923
- Manuel García Noguerol 5/10/1923 - 1925
- Agustín Blázquez y Paúl 1925 - 1927
- Ramón de Carranza y Fernández de la Reguera 15/7/1927 - 14/4/1931
- Emilio de Sola Ramons 5/8/1931 - 1933
- Manuel de la Pinta Leal 1933 - 1935
- Joaquín Fernández-Repeto 1935 - 1936
- Manuel de la Pinta Leal 20/2/1936 - 18/7/1936
- Eduardo Aranda Asquerino (chargé de la mairie comme commandant militaire) 19/7/1936 - 28/7/1936
- Ramón de Carranza y Fernández de la Reguera 28/7/1936 - 13/9/1936
- Juan Luis Martínez del Cerro y Picardo 13/9/1936-2/8/1937
- Juan de Dios Molina y Arroquia 2/8/1937 - 28/6/1940
- Pedro Barbadillo Delgado 28/6/1940 - 14/11/1941
- Fernando de Arbazuza y Oliva 14/11/1941 - 7/2/1942
- Alfonso Moreno Gallardo 11/2/1942 - 20/3/1947
- Francisco Sánchez Cossío 20/3/1947 - 6/2/1948
- José León de Carranza Gómez-Pablos 8/2/1948 - 23/5/1969
- Jerónimo Almagro y Montes de Oca 25/6/1969 - 15/1/1976
- Emilio Beltrami López-Linares 1/2/1976 - 19/4/1979
- Carlos Díaz Medina 19/4/1979 - 18/6/1995
- Teófila Martínez 18/6/1995 - 13/6/2015
- José María González Santos 13/6/2015 - (maire actuel)